# Corinna sanguinea
Corinna sanguinea är en spindelart som beskrevs av Embrik Strand 1906. Corinna sanguinea ingår i släktet Corinna och familjen flinkspindlar.
Artens utbredningsområde är Etiopien. Utöver nominatformen finns också underarten C. s. inquirenda.